# Еммікговен
Еммікговен (нід. Emmikhoven) — селище в нідерландській провінції Північний Брабант. Входить до муніципалітету Алтена.